# Église de la Sainte-Trinité d'Ostankino
L'église de la Sainte-Trinité d'Ostankino (en russe : Храм Троицы Живоначальной в Останкине) est un monument religieux typique de l'ancienne architecture russe et un bel exemple de développement du style ouzorotché à Moscou . Il date de la fin du XVIIe siècle et ses façades sont entièrement décorées dans le style de cette époque. Actuellement c'est une église orthodoxe de l'éparchie de Moscou au sein de l'Église orthodoxe russe. Elle fait partie du complexe de monuments du musée-réserve d'Ostankino et est située à la rue Ostankinskaïa, 7. Le bâtiment est classé comme site du patrimoine culturel russe d'importance fédérale ,.

## Histoire de la construction
La première église en bois du village d'Ostankino (anciennement Ostachkovo) a été construite en 1584 par Vassili Chtchelkalov et a été détruite au temps des troubles quelques années plus tard. Une nouvelle église en bois est construite entre 1625 et 1627 par le prince Ivan Tcherkassski (en), à qui le domaine fut attribué par le tsar Michel Ier en 1617.
Une demande de construire une église en pierre pour le domaine est soumise en 1677 par le prince Mikhaïl Tcherkassky, et le permis de construire est accordé la même année par le patriarche Joachim de Moscou. L'épidémie de peste et la mortalité qui s'ensuivit est la raison invoquée pour cette nouvelle construction. L'édifice est construit de 1677 à 1692. L'abside de l'Icône de la Mère de Dieu de Tikhvine est consacré en 1683, celle de saint Alexandre Svirsky en 1691, celle de la Sainte-Trinité en 1692 ; l'iconostase date de 1692. Plus tard, sont encore ajoutées une aile et une galerie, ainsi qu'un clocher-tour recouvert d'un chatior.
Ce chatior qui recouvrait le clocher est démonté en 1739 et remplacé par un nouveau à deux niveaux, de style baroque. En 1856, l'iconostase est restaurée sous la direction de l'architecte Mikhaïl Bykovski. En 1877-1878, à la demande du comte Alexandre Cheremetiev (en), les architectes N. Serebriakov et Nikolaï Soultanov restaurent complètement l'église
et rendent la toiture plus appropriée au style architectural de l'ensemble.
La silhouette de l'édifice s'est encore enrichie d'ajouts de style néo-russe: au-dessus du porche couvert, un riche chatior a été élevé sur le modèle de ceux de l' école architecturale de Iaroslavl.

## Architecture
La construction est typique de l'époque avec son volume en cube, un haut podklet, des absides semblables sur deux côtés et un goulbichtché de trois côtés. L'absence de trapeznaïa est une particularité. Comme pour beaucoup d'édifices à Moscou, l'architecte auteur du projet est cité comme étant Pavel Potekhine, mais il n'est pas certain que ce soit réellement l'auteur. La composition du bâtiment est strictement symétrique, quant aux formes décoratives elles sont exceptionnelles par leur diversité et leur élégance. Les formes géométriques du décor sont claires et simples, à base de carrés tandis que la richesse picturale illumine l'ensemble des volumes. Cette combinaison est caractéristique des édifices réalisés par l'architecte Pothekine quand il travaille pour son maître, le prince Iakov Odoïevski comme on peut encore le constater à l'église Saint-Nicolas de Nikolskoïe-Ourupino.

## Époque contemporaine
Le service liturgique s'est poursuivi dans cette l'église jusqu'en 1933-1934. Elle a ensuite, à l'époque de Staline, été rattachée au musée-réserve Ostankino, créé en 1918, et aménagée en conséquence. Dans les années 1970, les iconostases et les peintures murales ont été restaurées, de même le toit et les façades. Depuis 1980, des concerts de musique sacrée ont été organisés dans les lieux. De l'iconostase originale, de style baroque Narychkine, seule la partie inférieure a été conservée ainsi que les Saintes Portes.
Avant le transfert de l'église au sein de l'Église orthodoxe de Russie, elle a encore été restaurée par l'architecte E. Tchernovik. En 2012-2013, l'iconostase a été restaurée
La partie centrale de l'église a été reconsacrée le 23 mars 1991 par la patriarche Alexis II de Moscou, les parties latérales l'ont été le 31 décembre 1994 (celle du sud) et le 14 août 1996 (celle du nord).
De mars 1991 à décembre 1999 le Monastère d'Optina organise des services religieux suivant les règles monastiques dans l'église de la Sainte-Trinité. De nombreux fidèles ont assisté aux services durant lesquels il était possible de recevoir la sacrement de pénitence et de réconciliation auprès des moines du dit monastère.

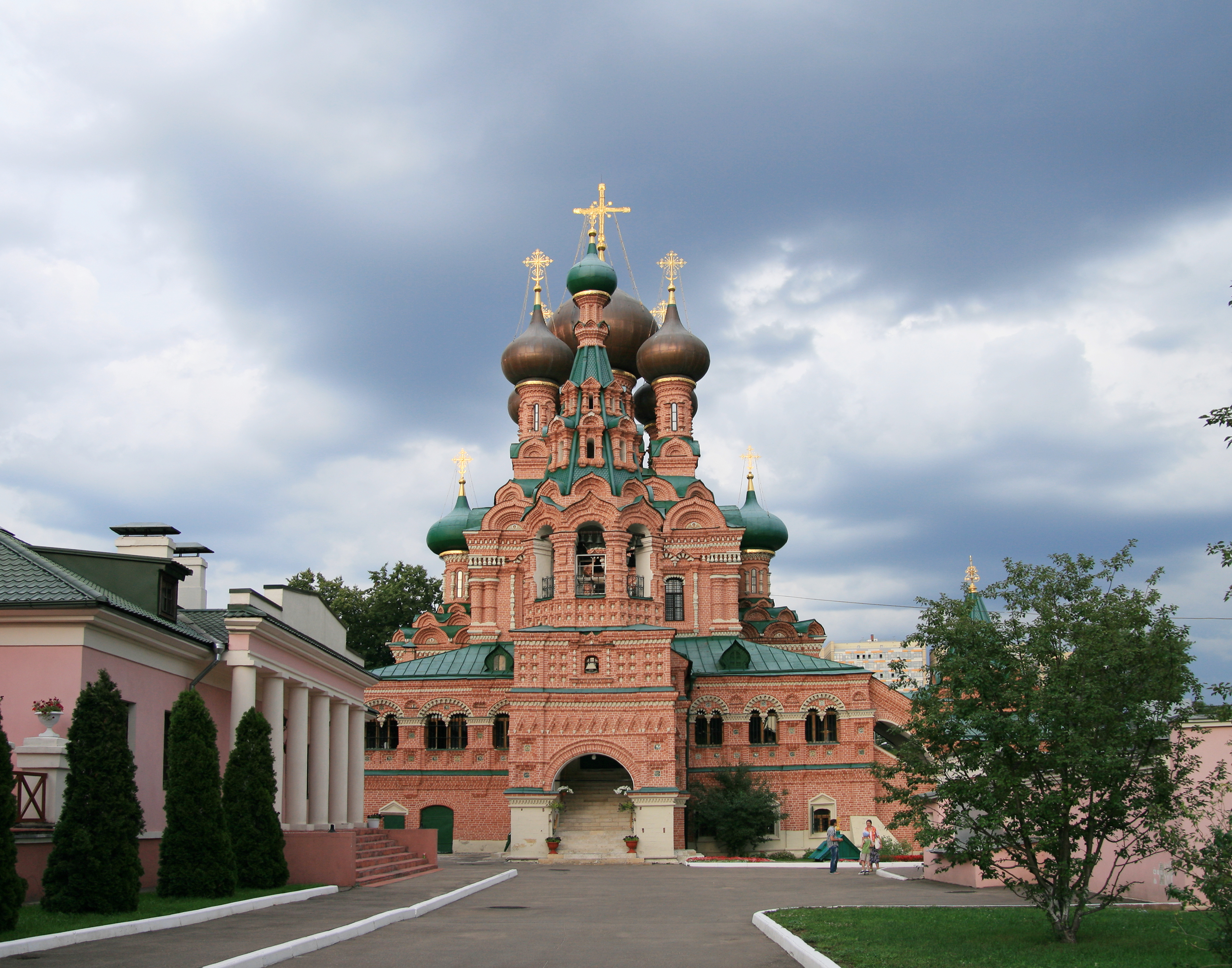
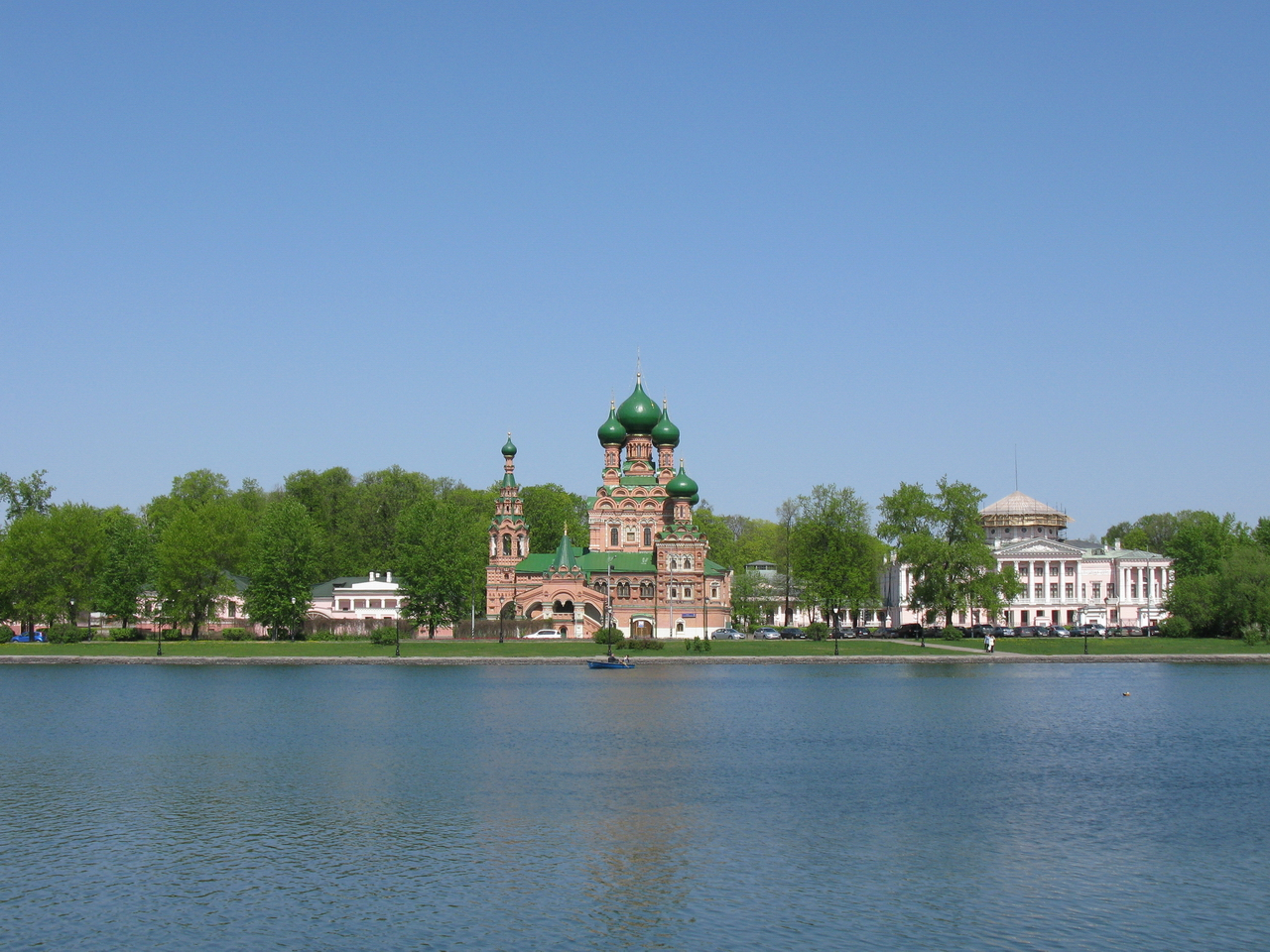
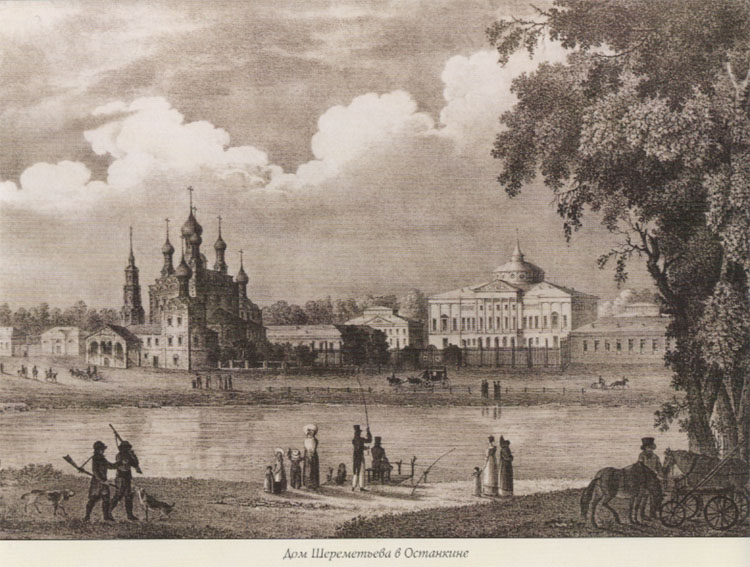
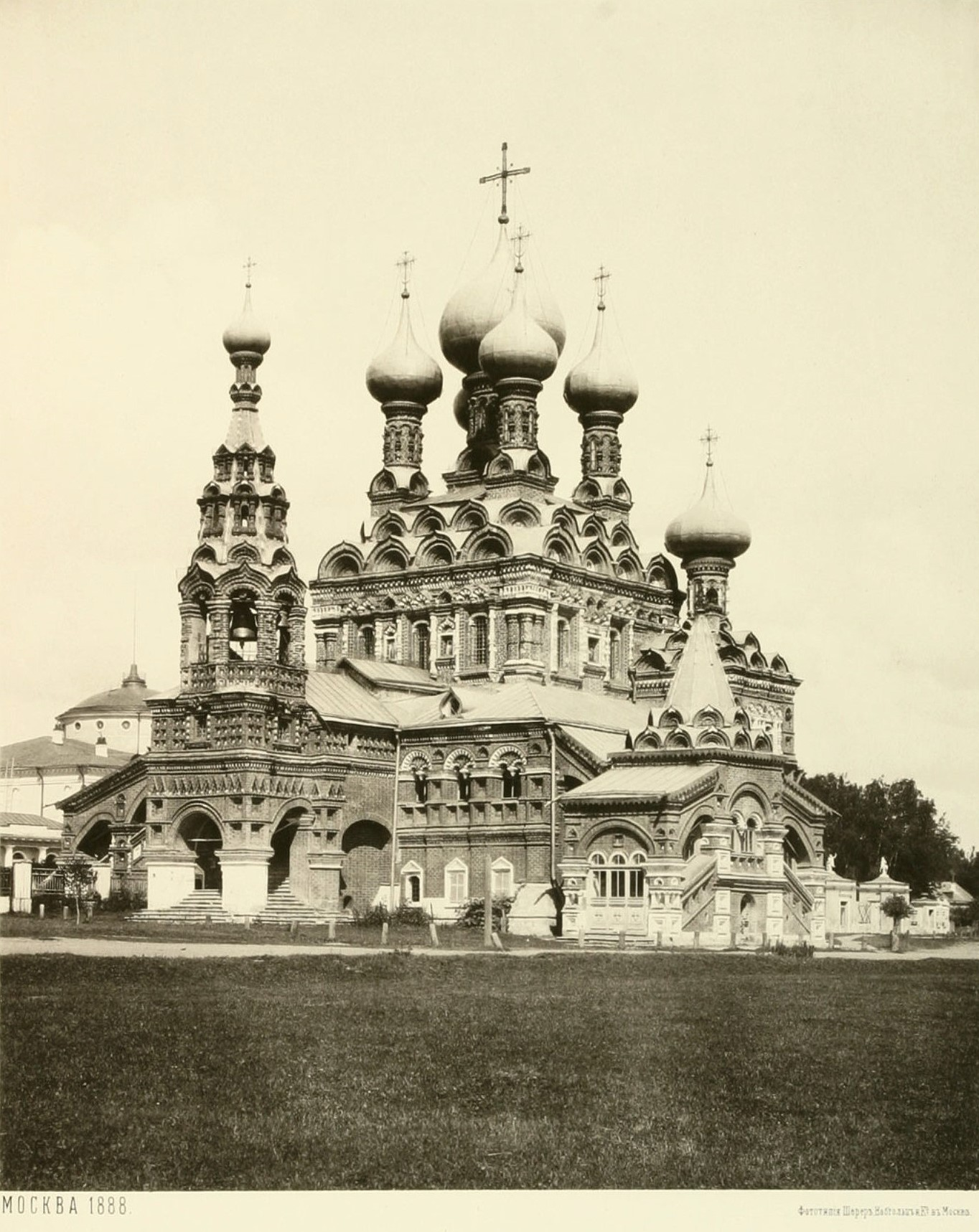
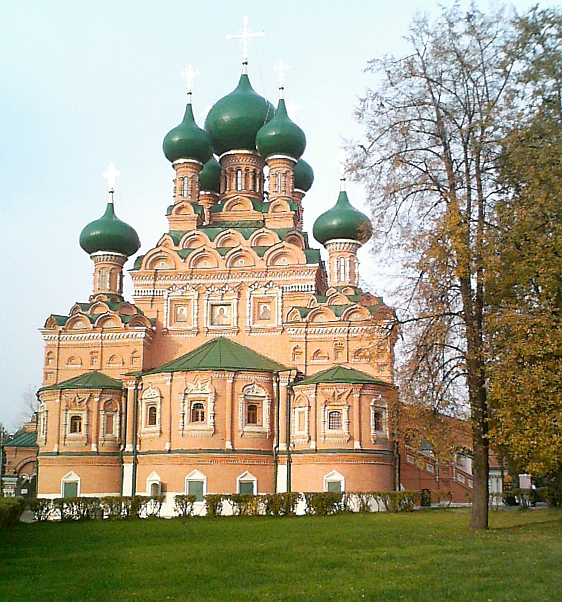

## Autels
- Sainte-Trinité
- Alexandre Svirski
- Icône de la Mère de Dieu de Tikhvine
- Saint-Nicolas-le-Thaumaturge